# Sjumannarugby vid Samväldesspelen 2006
Samväldesspelen 2006 var det tredje samväldesspelet där Sjumannarugby fanns med på programmet. Sporten var den enda med enbart en herr-variant. Matcherna spelades 16 och 17 mars på Telstra Dome.
Nya Zeeland vann guld efter att ha besegrat England med 29-21 i finalen. Fiji tog brons.

## Resultat

### Gruppspel

#### Grupp A
| Nya Zeeland | Wales   | 35-10 |  | Kenya | Namibia | 31-5 |
| Nya Zeeland | Namibia | 41-7  |  | Wales | Kenya   | 33-0 |
| Nya Zeeland | Kenya   | 41-0  |  | Wales | Namibia | 40-7 |

| Lag         | Matcher | Vunna | Oavgjorda | Förlorade | Poängskillnad | Poäng |
| ----------- | ------- | ----- | --------- | --------- | ------------- | ----- |
| Nya Zeeland | 3       | 3     | 0         | 0         | +110          | 9     |
| Wales       | 3       | 2     | 0         | 1         | +41           | 7     |
| Kenya       | 3       | 1     | 0         | 2         | -44           | 5     |
| Namibia     | 3       | 0     | 0         | 3         | -93           | 3     |

#### Grupp B
| Fiji   | Kanada | 31-14 |  | Skottland | Niue      | 33-5 |
| Fiji   | Niue   | 63-0  |  | Kanada    | Skottland | 10-7 |
| Kanada | Niue   | 24-7  |  | Fiji      | Skottland | 33-7 |

| Lag       | Matcher | Vunna | Oavgjorda | Förlorade | Poängskillnad | Poäng |
| --------- | ------- | ----- | --------- | --------- | ------------- | ----- |
| Fiji      | 3       | 3     | 0         | 0         | +106          | 9     |
| Kanada    | 3       | 2     | 0         | 1         | +3            | 7     |
| Skottland | 3       | 1     | 0         | 2         | -1            | 5     |
| Niue      | 3       | 0     | 0         | 3         | -91           | 3     |

#### Grupp C
| England   | Cooköarna | 35-5 |  | Australien | Sri Lanka  | 73-0  |
| England   | Sri Lanka | 61-0 |  | Australien | Cooköarna  | 28-19 |
| Cooköarna | Sri Lanka | 47-0 |  | England    | Australien | 14-12 |

| Lag        | Matcher | Vunna | Oavgjorda | Förlorade | Poängskillnad | Poäng |
| ---------- | ------- | ----- | --------- | --------- | ------------- | ----- |
| England    | 3       | 3     | 0         | 0         | +93           | 9     |
| Australien | 3       | 2     | 0         | 1         | +80           | 7     |
| Cooköarna  | 3       | 1     | 0         | 2         | +8            | 5     |
| Sri Lanka  | 3       | 0     | 0         | 3         | -181          | 3     |

#### Grupp D
| Tonga     | Sydafrika | 26-19 |  | Samoa     | Uganda | 31-10 |
| Sydafrika | Uganda    | 63-7  |  | Samoa     | Tonga  | 25-0  |
| Uganda    | Tonga     | 24-14 |  | Sydafrika | Samoa  | 12-10 |

| Lag       | Matcher | Vunna | Oavgjorda | Förlorade | Poängskillnad | Poäng |
| --------- | ------- | ----- | --------- | --------- | ------------- | ----- |
| Sydafrika | 3       | 2     | 0         | 1         | +65           | 7     |
| Samoa     | 3       | 2     | 0         | 1         | +44           | 7     |
| Tonga     | 3       | 1     | 0         | 2         | -28           | 5     |
| Uganda    | 3       | 1     | 0         | 2         | -65           | 5     |

### Slutspel

#### Spel om 9-16:e plats
| Kenya-Niue        | 21-5  |
| Uganda-Sri Lanka  | 24-12 |
| Tonga-Cooköarna   | 31-12 |
| Skottland-Namibia | 26-12 |

#### Kvartsfinaler
| Nya Zeeland-Kanada   | 24-0  |
| Australien-Sydafrika | 20-14 |
| England-Samoa        | 17-14 |
| Fiji-Wales           | 26-7  |

#### Spel om 9-12:e plats
| Kenya-Uganda    | 29-0 |
| Tonga-Skottland | 12-5 |

#### Spel om 5-8:e plats
| Sydafrika-Kanada | 17-14 |
| Wales-Samoa      | 26-17 |

#### Semifinaler
| Nya Zeeland-Australien | 21-19 |
| England-Fiji           | 21-14 |

#### Spel om 9:e och 10:e plats
Kenya-Tonga 26-12

#### Spel om 5:e och 6:e plats
Wales-Sydafrika 29-28

#### Bronsmatch
Fiji-Australien 24-17

#### Final
Nya Zeeland-England 29-21

## Medaljörer
| Guld | Silver | Brons |
| Nya Zeeland | England | Fiji |
| Josh Blackie Alando Soaki Tanerau Latimer Onosai'i Tololima-Auva'a Amasio Valence Liam Messam Tamati Ellison Tafai Ioasa Nigel Hunt Cory Jane Lote Raikabula Soseni Aneasi | Henry Paul Magnus Lund Ben Russell David Seymour Nils Mordt Richard Houghton Thomas Varndell Andrew Vilk Daniel Care Ben Gollings Simon Amor Mathew Tait | Apolosi Satala Ratu Mataluvu Ratu Saukawa Sireli Naqelevuki Vilame Satala Waisale Serevi Jone Daunivucu Norman Ligairi Neumi Nanuku Filmore Bobivucu Lepari Nabulivvaqa William Ryder |